# جون هاميل
جون هاميل (بالإنجليزية: John Hamill)‏ هو لاعب كرة قاعدة أمريكي، ولد في 18 ديسمبر 1860 في نيويورك في الولايات المتحدة، وتوفي في 9 ديسمبر 1911 في بريستول في الولايات المتحدة.